# Vyšebrodsko
Vyšebrodsko je dobrovolný svazek obcí v okresu Český Krumlov, jeho sídlem je Vyšší Brod a jeho cílem je regionální rozvoj. Sdružuje celkem 6 obcí a byl založen v roce 1999.

## Obce sdružené v mikroregionu
- Vyšší Brod
- Loučovice
- Horní Dvořiště
- Přední Výtoň
- Rožmberk nad Vltavou
- Malšín